# سوهودول (استان بورگاس)
سوهودول (به بلغاری: Suhodol) یک منطقهٔ مسکونی در بلغارستان است که در استان بورگاس واقع شده‌است.